# Мосараби
Мосара́бите (от арабски: مستعرب‎‎, „арабизирани“) са средновековна християнска етническа група на местно население на Ал-Андалус, живеещо под мюсюлманско управление.
Мосарабите са потомци на местното романско и вестготско население отпреди мюсюлманското завоюване през VIII век, които запазват религията си, но възприемат някои елементи на арабския език и мюсюлманската култура. Говорят романския мосарабски език. В големите градове като Толедо, Кордоба, Севиля, съществуват мосарабски анклави, които са проспериращи общества със свои управници и свои вестготски закони. Те поддържат също така свои църкви, манастири и енории и превеждат Библията на арабски.
След идването на власт в Андалус на Алморавидите и Алмохадите, произхождащи от Магреб, мосарабите са подложени на гонения и постепенно напускат южните и се преместват към северните части на Пиренейския полуостров, като пренасят със себе си архитектурния стил на ислямска Кордоба.
След Реконкистата мосарабите са асимилирани от испанците и португалците.